# Когне-Хаят
Когне-Хаят (перс. كهنه حياط) — село в Ірані, у дегестані Чубар, у бахші Хавік, шагрестані Талеш остану Ґілян. За даними перепису 2006 року, його населення становило 115 осіб, що проживали у складі 22 сімей.